# Statisztika Petőfi SC
Statisztika Petőfi SC ist ein ungarischer Sportverein in Budapest mit einer bedeutenden Tischtennisabteilung. Insbesondere die Damenmannschaft gehört seit den 1970er Jahren zu den besten Teams in Europa.
Die Tischtennisabteilung des Vereins wurde 1954 gegründet. Der besondere Schwerpunkt wird auf die Förderung von talentierten jungen Spielerinnen gelegt. Dies erledigen hauptamtliche Trainer und Trainerinnen.
Als Folge gewannen die Damen zwischen 1970 und 2006 insgesamt 25 mal den Europapokal der Landesmeister: 1970–1974,  1976–1986, 1989–1991, 1994–1996 und 1999–2001. Zu den bekanntesten Spielerinnen gehören Henriette Lotaller, Judit Magos, Gabriella Szabó, Zsuzsa Oláh und Gabriella Wirth.
Spiellokal ist die Tischtennishalle Ormai László Asztalitenisz Csarnok, die sich am Marczibányi tér 13 im II. Budapester Bezirk befindet.